# Річард Негл

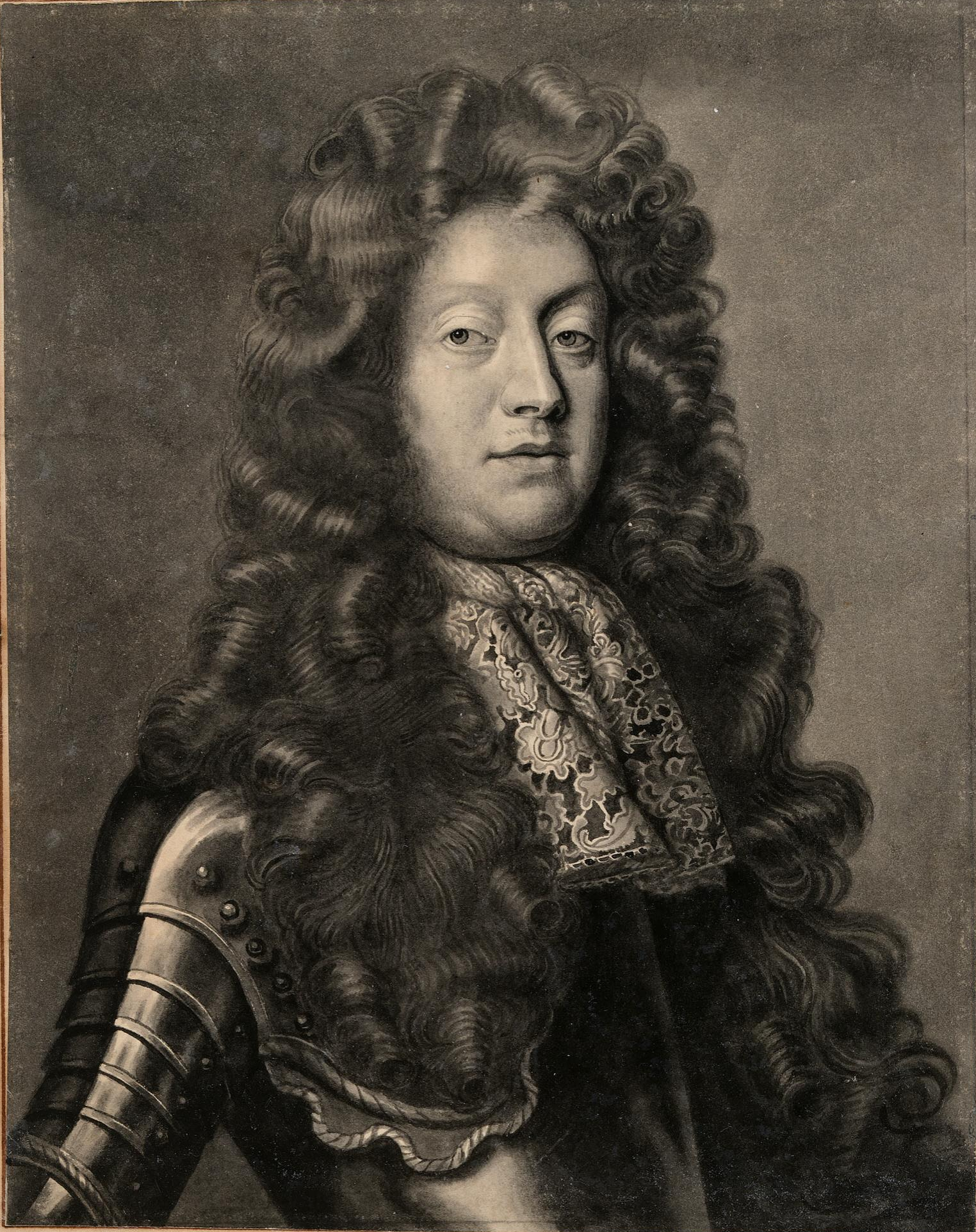
Річард Талбот – І граф Тірконелл.

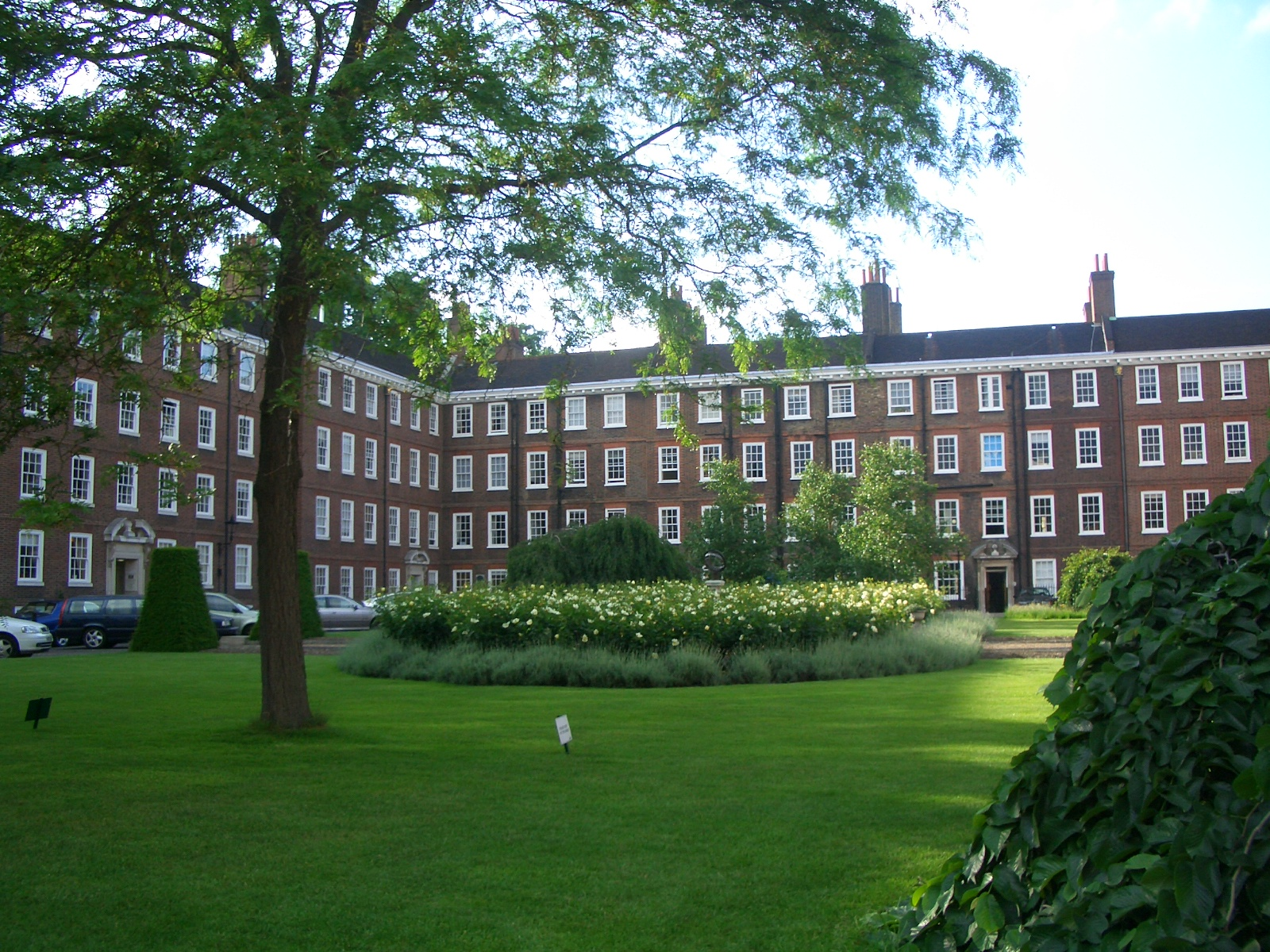
Юридична школа і спілка «Грейс Інн».

Сер Річард Негл (англ. - Sir Richard Nagle) (1636 — 6 квітня 1699) — ірландський політик,  юрист, спікер Палати громад парламенту Ірландії в 1689 – 1692 роках. Він обіймав посади генерального прокурора Ірландії, спікера палати громад Ірландії, лорда-судді Ірландії та державного секретаря і військового секретаря Ірландії за часів правління короля Англії, Шотландії та Ірландії Якова II. У 1691 році після поразки «якобітів» у війні він втік до Франції, приєднавшись до короля-вигнанця Якова II у Сен-Жермені, де він знову приступив до своїх обов’язків як номінальний державний і військовий секретар. Пізніше він служив уповноваженим з домогосподарства короля у вигнанні.
Річард Негл народився в давньоанглійській родині в замку Каррігакунн, графство Корк. Він був сином Джеймса Негла з Аннакісі та його дружини Онори Наджент. Замок Каррігакунн був резиденцією аристократичної родини Негл. Його брат Пірс Негл став Верховним шерифом графства Корк. Хоча Річарду Неглу спочатку судилося отримати духовну освіту і стати священиком, потім він отримав юридичну освіту в спілці «Грейс Інн». Почав роботу юриста як адвокат в місті Дублін. «Активний і вправний», він зробив успішну кар’єру адвоката. Граф Тірконнелл привіз Річарда до Англії в 1685 році, щоб зустрітися разом з ним з королем Англії, Шотландії та Ірландії Яковом II. Король призначив його генеральним прокурором Ірландії та посвятив у лицарі в 1686 році. Він також призначив його радником Таємної Ради Ірландії.
Як депутат від графства Корк, Річард Негл був обраний спікером Палати громад парламенту Ірландії в 1689 році. Цей парламент ввійшов в історію як «Парламент патріотів». Цей парламент відкинув результати так званої «Славетної революції», визнавши божественне право короля Якова ІІ на ірландську корону над парламентським правом новоявленого короля «самозванця» Вільгельма ІІІ Оранського. Вільгельм ІІІ Оранський, що став королем Англії, Шотландії та Ірландії внаслідок «Славетної революції», мав намір відвоювати Ірландію у скинутого короля Якова ІІ, і для досягнення цієї мети він розпочав так звану «якобітську» чи то «вільямітську» війну в Ірландії. Річард Негл був проти Акту про поселення 1662 року (він був автором «Листа з Ковентрі», памфлету проти поселення), що карав роялістів і католиків, які воювали проти парламенту під час громадянських війн. Річард Негл безуспішно виступав за скасування цього Акту на цій сесії парламенту Ірландії.
Ірландці підтримали скинутого короля Якова ІІ сподіваючись на відновлення прав католиків та на відновлення незалежності Ірландії. Але сили ірландської армії короля Якова ІІ були розгромлені армією Вільяма ІІІ Оранського в битві на річці Бойн у 1690 році. Король Яків ІІ відступив до Дубліна. Саме тут він скликав раду, яка порадила йому втекти до Франції. Річард Негл був одним із тих радників. Вони міркували, що якщо він не втече з країни, то «він піддасться великому ризику бути захопленим ворогом». Король Яків ІІ послухався їхніх порад. Річард Негл у супроводі графа Тірконнелл відвідав його при дворі у вигнанні в Сен-Жермені наприкінці 1690 року. За відсутності Річарда Негла його обов’язки державного секретаря виконував барон Наджент з Ріверстон.
Після смерті графа Тірконнелл, лорда-лейтенанта Ірландії, Річард Негл став одним із лордів-суддів Ірландії. Іншими лорд-суддями були Френсіс Плоуден і барон Фіттон з Ґовворт. Вони керували тим, що залишилося від якобітської Ірландії замість лорда-лейтенанта, хоча вони не взяли на себе командування збройними силами. 
Сер Річард Негл одружився з Джейн (Джоан) О’Кірні 19 вересня 1669 року в Клонброган, Ірландія. Сестра Джейн, Мері О’Кірні, вийшла заміж за брата сера Річарда – Пірса Негла з Аннакісі, верховного шерифа графства Корк у 1689 році.